# Парламентские выборы в Сальвадоре (1966)
Парламентские выборы в Сальвадоре проходили 13 марта 1968 года. В результате победила Национальная коалиционная партия, получившая 31 из 52 мест Законодательного собрания.

## Результаты
| Партия                                       | Голоса  | %    | Места | +/-   |
| -------------------------------------------- | ------- | ---- | ----- | ----- |
| Национальная коалиционная партия             | 207 586 | 53,6 | 31    | -1    |
| Христианско-демократическая партия           | 120 645 | 31,2 | 15    | +1    |
| Партия национального действия                | 26 661  | 6,9  | 4     | -2    |
| Республиканская партия национальной эволюции | 22 960  | 5,9  | 1     | новая |
| Сальвадорская народная партия                | 9 303   | 2,4  | 1     | новая |
| Недействительных/пустых бюллетеней           |         | -    | -     | -     |
| Всего                                        | 387 155 | 100  | 52    | 0     |
| Источник: Nohlen                             |         |      |       |       |